# Висланка
Висланка (слч. Vislanka) насељено је мјесто са административним статусом сеоске општине (слч. obec) у округу Стара Љубовња, у Прешовском крају, Словачка Република.

## Становништво
| Година:    | 1994. | 2004.   | 2014.   | 2024.   |
| ---------- | ----- | ------- | ------- | ------- |
| Број људи: | 302   | 282     | 262     | 258     |
| Разлика:   |       | -6,62 % | -7,09 % | -1,52 % |

| Година:    | 2023. | 2024.   |
| ---------- | ----- | ------- |
| Број људи: | 261   | 258     |
| Разлика:   |       | -1,14 % |

Према подацима о броју становника из 2024. године насеље је имало 258 становника.